# 密斑鰨
密斑鰨為輻鰭魚綱鰈形目鰨亞目鰨科的其中一種，為熱帶海水魚，分布於東印度洋澳洲西北部海域，體長可達25公分，棲息在沙底質底層水域，生活習性不明。